# اوچه نوافونا

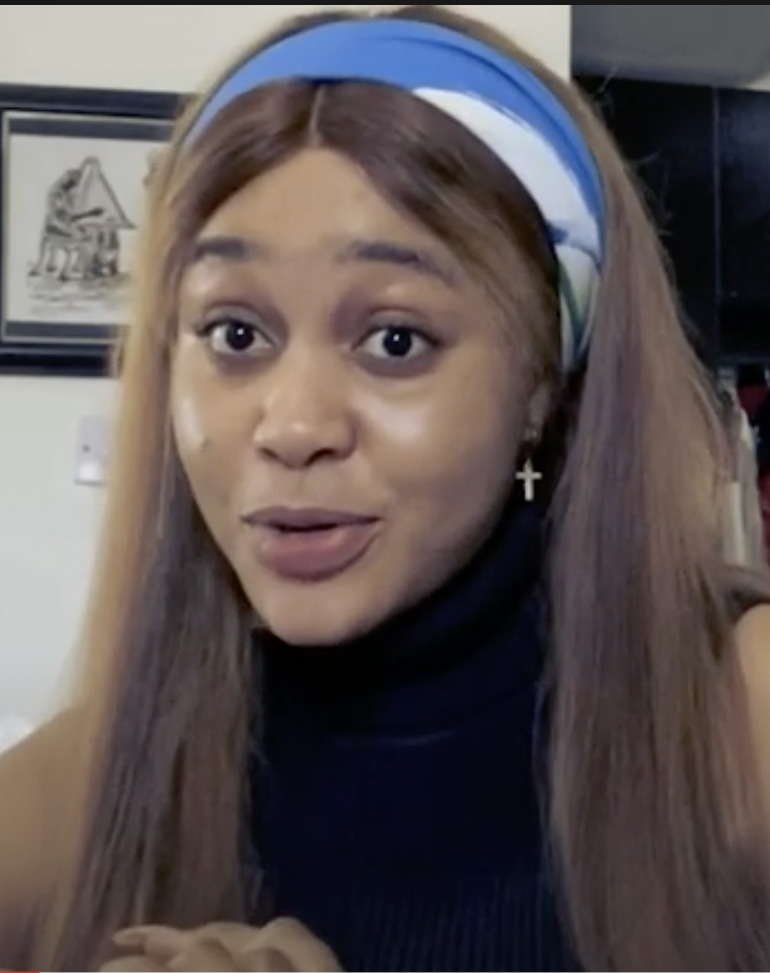

اوچه نوافونا بازیگر و مدل نیجریه ای است. او با نام اوچه مونتانا نیز شناخته می‌شود. در سال ۲۰۱۸ وی برنده جایزه Moreklue All Youth Awards آفریقا، همچنین به عنوان بهترین بازیگر نقش مکمل زن در سریال تلویزیونی Hush انتخاب شد. نوافونا در ۸ می ۱۹۹۴ در لاگوس به دنیا آمد و در همان‌جا بزرگ شد، بیشتر روزهای کودکی او با والدینش بود.